# Mappates alter
Mappates alter is een eenoogkreeftjessoort uit de familie van de Caligidae. De wetenschappelijke naam van de soort is voor het eerst geldig gepubliceerd in 1964 door Kabata.